# Az Oregoni Egyetem épületeinek listája

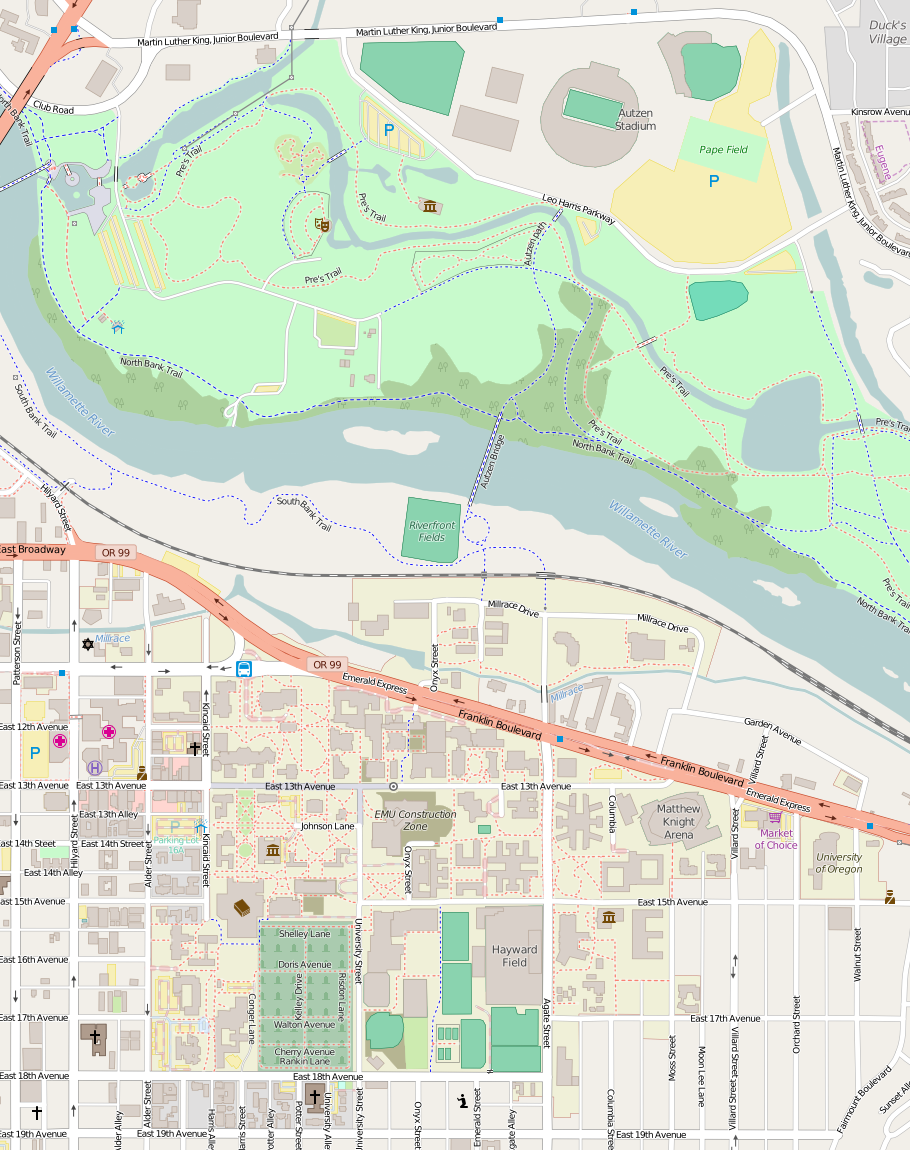
A campus térképe

Az Oregoni Egyetem épületeinek többségét Ellis F. Lawrence tervezte. A campus az Amerikai Egyesült Államok Oregon államának Eugene városában található, de egyes létesítmények külső helyszínen vannak. Lawrence 1914-től egészen 1946-os haláláig tervezéssel foglalkozott; egyes épületei szerepelnek a történelmi helyek jegyzékében. A campus négyszögekre van osztva, néhol nem az egyes épületek, hanem a terület szerepel a jegyzékben. A Memorial Quadrangle a Knight Könyvtár felmérésekor magában foglalta a Condon és Chapman épületeket, valamint a művészeti múzeumot. A Women’s Memorial Quadrangle részei a Gerlinger, Hendricks és Susan Campbell épületek.
A legtöbb épület Lawrence nevéhez fűződik, de például a University 1876-ban, a Villard 1886-ban nyílt meg. Az új épületek tervezése, a régiek felújítása a The Oregon Experimentben leírt mintanyelv szerint zajlik.
Az alábbi táblázatban nem szerepelnek a magánszállások, a vidéki helyszínek (például a Fenyő-hegyi Obszervatórium) és a stratégiai partnerség keretében más intézményekkel közösen üzemeltetett létesítmények.

## Épületlista
| Név                                                   | Átadás éve | Elhelyezkedés                                                                             | Kép | Leírás |
| ----------------------------------------------------- | ---------- | ----------------------------------------------------------------------------------------- | --- | --- |
| Agate Apartments                                      | ?          | Délkeleti campus é. sz. 44,039748°, ny. h. 123,070233°44.039748°N 123.070233°W            |     | Az Agate Streetről elnevezett kollégium. |
| Agate épület                                          | 1924       | Keleti campus é. sz. 44,040180°, ny. h. 123,069337°44.040180°N 123.069337°W               |     | Korábban Roosevelt Középiskola, majd 1950-től Condon Általános Iskola; 1984-től az egyetem tulajdona. |
| Agate-ház                                             | 1924       | Keleti campus é. sz. 44,039914°, ny. h. 123,068929°44.039914°N 123.068929°W               |     | Névadója az Agate épület; korábban a Eugene-i Tankerület tulajdona. |
| Alder épület                                          | 1921       | Délnyugati campus é. sz. 44,043103°, ny. h. 123,079819°44.043103°N 123.079819°W           |     | Az Etnikai Tanulmányok Tanszékének épülete, korábban a diákszövetségi igazgatóság használta. |
| Allan Price Tudományos Tér és Kutatókönyvtár          | 2016       | Északkeleti campus é. sz. 44,046352°, ny. h. 123,073021°44.046352°N 123.073021°W          | –   | A Lorrey I. Lokey Tudományos Komplexum része, a 2016-os bővítés óta Allan Price rektorhelyettes nevét viseli.                                                                                                  |
| Allen épület                                          | 1953       | Történelmi mag é. sz. 44,046319°, ny. h. 123,075066°44.046319°N 123.075066°W              |     | Névadója Eric Allen, az Újságírói Intézet első dékánja. |
| Anstett épület                                        | 1916       | Történelmi mag é. sz. 44,045729°, ny. h. 123,077356°44.045729°N 123.077356°W              |     | A Lillis Üzleti Komplexum része, névadói Joseph és Hope Anstett szponzorok. Korábban a Gilbert épület keleti szárnya.                                                                                          |
| Autzen Stadion                                        | 1967       | Autzen Stadionkomplexum é. sz. 44,057747°, ny. h. 123,068774°44.057747°N 123.068774°W     |     | Névadója Thomas E. Autzen filantróp, az amerikaifutball-csapat otthona. |
| Barnhart épület                                       | 1966       | Külső helyszín é. sz. 44,048935°, ny. h. 123,084019°44.048935°N 123.084019°W              |     | Korábban fogadó, 1975-tól az egyetem tulajdonaként kollégium; 2001-ben felvette H. Phil Barnhart kollégiumi főigazgató nevét.                                                                                  |
| Beall Koncertterem                                    | 1924       | Délnyugati campus é. sz. 44,041075°, ny. h. 123,078349°44.041075°N 123.078349°W           |     | 1973-ban épült, névadója Robert Vinton Beall szponzor. |
| Bean Komplexum                                        | 1963       | Keleti campus é. sz. 44,043793°, ny. h. 123,067518°44.043793°N 123.067518°W               |     | Névadója Robert S. Bean bíró; a tagépületek korábbi oktatók (Caswell, DeBusk, Thornton, Willcox, Moore, Parsons, Ganoe és Henderson) neveit viselik.                                                           |
| Bowerman Családi Épület                               | 1991       | Délkeleti campus é. sz. 44,043099°, ny. h. 123,071386°44.043099°N 123.071386°W            |     | A Nemzetközi Sport- és Humán-teljesítményi Intézet székhelye; névadói a Bill Bowerman családját képviselő szponzorok.                                                                                          |
| Carson épület                                         | 1949       | Északkeleti központi campus é. sz. 44,04512°, ny. h. 123,07167°44.045120°N 123.071670°W   |     | Kollégium; névadója Luella Clay Carson női ügyekért felelő dékán és angol nyelvi oktató. |
| Casanova Központ                                      | 1991       | Autzen Stadionkomplexum é. sz. 44,058749°, ny. h. 123,070909°44.058749°N 123.070909°W     |     | VIP-lelátók és irodák vannak itt; névadója Len Casanova atlétikai igazgató. |
| Cascade Annex                                         | 1946       | Északkeleti campus é. sz. 44,046766°, ny. h. 123,073628°44.046766°N 123.073628°W          |     | A Lokey tudományos komplexum része, korábban itt volt a természettudományi múzeum. |
| Cascade épület                                        | 1946       | Északkeleti campus é. sz. 44,046280°, ny. h. 123,073639°44.046280°N 123.073639°W          |     | A Lokey tudományos komplexum része, korábban itt volt a természettudományi múzeum. |
| Chapman épület                                        | 1936       | Történelmi mag é. sz. 44,045266°, ny. h. 123,077222°44.045266°N 123.077222°W              |     | A tehetséggondozó iskola székhelye, névadója Charles H. Chapman rektor. |
| Cheryl Ramberg Ford és Allyn Ford Alumniközpont       | 2011       | Keleti campus é. sz. 44,045116°, ny. h. 123,067609°44.045116°N 123.067609°W               |     | Névadója a Ford házaspár. |
| Chiles Üzleti Központ                                 | 1985       | Történelmi mag é. sz. 44,046604°, ny. h. 123,076478°44.046604°N 123.076478°W              |     | Itt találhatók a Charles H. Lundquist Üzleti Főiskola számítógépes laboratóriumai. Névadói Earl és Virginia Chiles.                                                                                            |
| Collier-ház                                           | 1886       | Történelmi mag é. sz. 44,045004°, ny. h. 123,075082°44.045004°N 123.075082°W              |     | 1896 óta az egyetem tulajdona; korábban George Collier kémiaoktató otthona. |
| Columbia épület                                       | 1960       | Északkeleti campus é. sz. 44,045714°, ny. h. 123,074250°44.045714°N 123.074250°W          |     | A Lokey tudományos komplexum része, a korábbi tornaterem helyén épült fel. |
| Condon épület                                         | 1925       | Történelmi mag é. sz. 44,045278°, ny. h. 123,077973°44.045278°N 123.077973°W              |     | A Földrajzi Tanszék található itt. Névadója Thomas Condon földrajzoktató. |
| Debusk Emlékközpont                                   | 1923       | Délnyugati campus é. sz. 44,041773°, ny. h. 123,078322°44.041773°N 123.078322°W           |     | A Lokey Oktatási Épület része. Névadója Burchard Woodson DeBusk, a tanárképző oktatója. |
| Deschutes épület                                      | 1990       | Északkeleti campus é. sz. 44,045756°, ny. h. 123,071118°44.045756°N 123.071118°W          |     | A Számítás- és Információtudományi Tanszék található itt. Nevét a szőrmekereskedők által elnevezett Deschutes folyóról kapta.                                                                                  |
| Earl Komplexum                                        | 1955       | Északkeleti központi campus é. sz. 44,043870°, ny. h. 123,072647°44.043870°N 123.072647°W |     | Névadója Virgil D. Earl, a testnevelési tanszék igazgatója. Tagépületei a tanszék oktatóinak nevét (McClure, Morton, Sheldon, Stafford és Young) viselik.                                                      |
| East Campus Graduate Village                          | 2001       | Keleti campus é. sz. 44,043967°, ny. h. 123,065525°44.043967°N 123.065525°W               |     | Mesterképzési kollégium. |
| Education Annex                                       | 1923       | Délnyugati campus é. sz. 44,041773°, ny. h. 123,078322°44.041773°N 123.078322°W           |     | Korábban a Johnson épület mögött volt, de 1979-ben átköltöztették. |
| Erb Memorial Union                                    | 1950       | Északkeleti központi campus é. sz. 44,044730°, ny. h. 123,073853°44.044730°N 123.073853°W |     | A diákszövetségi épület, névadója Donald Erb rektor. A létesítmény a második világháborúban harcoló egyetemi polgároknak állít emléket.                                                                        |
| Esslinger épület                                      | 1936       | Délkeleti épület é. sz. 44,042559°, ny. h. 123,074143°44.042559°N 123.074143°W            |     | A testnevelési épület; 1975-ben felvette Arther A. Esslinger egészségfelelős dékán nevét. |
| Fenntartható Életmód Fejlesztésének Intézete          | 2011       | Keleti campus é. sz. 44,039995°, ny. h. 123,066128°44.039995°N 123.066128°W               |     | Kísérleti oktatóközpont. |
| Fenton épület                                         | 1906       | Történelmi mag é. sz. 44,045752°, ny. h. 123,076348°44.045752°N 123.076348°W              |     | Korábban könyvtár, majd a jogi intézet székhelye; 1938-ban felvette William D. Fenton bíró nevét. Itt forgatták a Party zóna bírósági jelenetét.                                                               |
| Franklin épület                                       | 2012       | Folyóparti körzet é. sz. 44,046477°, ny. h. 123,067620°44.046477°N 123.067620°W           |     | A Pszichológiai Tanszék ideiglenes székhelye. Névadója a Franklin Boulevard. |
| Friendly épület                                       | 1893       | Történelmi mag é. sz. 44,045737°, ny. h. 123,075119°44.045737°N 123.075119°W              |     | Tantermek és irodák vannak itt; korábban kollégium és étkező volt. Névadója Sampson H. Friendly igazgatótanácsi tag és szponzor.                                                                               |
| Gerlinger Annex                                       | 1969       | Történelmi mag é. sz. 44,043365°, ny. h. 123,076622°44.043365°N 123.076622°W              |     | Névadója Irene Hazard Gerlinger szponzor, az igazgatótanács első női tagja. A tánctanszék székhelye. |
| Gerlinger épület                                      | 1921       | Történelmi mag é. sz. 44,043589°, ny. h. 123,075372°44.043589°N 123.075372°W              |     | Névadója Irene Hazard Gerlinger. Korábban Women’s Memorial Hall. |
| Global Scholars Hall                                  | 2012       | Keleti campus é. sz. 44,042714°, ny. h. 123,067255°44.042714°N 123.067255°W               |     | Alapképzési kollégium. |
| Hadtudományi épület                                   | ?          | Keleti campus é. sz. 44,041507°, ny. h. 123,069376°44.041507°N 123.069376°W               |     | Az 1916-os védelmi törvénnyel katonai képzés indult. |
| Hallgatói Egészségközpont                             | 1966       | Északkeleti központi campus é. sz. 44,045351°, ny. h. 123,070243°44.045351°N 123.070243°W |     | Egészségügyi ellátásokat nyújt a regisztrált hallgatóknak. |
| Hallgatói Szórakoztató Központ                        | 1999       | Délkeleti campus é. sz. 44,042972°, ny. h. 123,073247°44.042972°N 123.073247°W            |     | Konditerem is található itt. |
| Hamilton Komplexum                                    | 1962       | Keleti campus é. sz. 44,044825°, ny. h. 123,068861°44.044825°N 123.068861°W               |     | Névadója James Hamilton bíró. A tagépületek az oktatók neveit (Collier, Cedar, Robbins, Spiller, Tingle, McClain, Cloran, Boynton és Wanton) viselik.                                                          |
| Hatfield–Dowlin Komplexum                             | 2013       | Autzen Stadionkomplexum é. sz. 44,059312°, ny. h. 123,071328°44.059312°N 123.071328°W     |     | Nevét Phil és Penny Knight szponzorok anyai felmenőiről kapta. |
| Hayward Sportpálya                                    | 1919       | Délkeleti campus é. sz. 44,042343°, ny. h. 123,070833°44.042343°N 123.070833°W            |     | Névadója Bill Hayward atlétikaedző. Eredetileg csak amerikaifutball-létesítménynek tervezték, de 1921-ben salakos futókört alakítottak ki. Az Autzen Stadion megnyitása után csak az atlétikacsapat használja. |
| HEDCO Oktatási épület                                 | 2009       | Délnyugati campus é. sz. 44,041565°, ny. h. 123,078885°44.041565°N 123.078885°W           |     | Nevét a HEDCO Alapítványról kapta. |
| Hendricks épület                                      | 1918       | Történelmi mag é. sz. 44,044183°, ny. h. 123,075136°44.044183°N 123.075136°W              |     | Névadója Thomas G. Hendricks szponzor. A Nők a Társadalomban Kutatóközpont, valamint a gendertanulmányi és tervezési tanszékek otthona.                                                                        |
| Howe Sportpálya                                       | 1936       | Délkeleti campus é. sz. 44,040967°, ny. h. 123,074138°44.040967°N 123.074138°W            |     | Névadója Herbert Crombie Howe angol nyelvi oktató és a testnevelési tanszék tanácsadója. Baseballpályának épült, de 1987-től csak a softballcsapat használja.                                                  |
| Huestis épület                                        | 1973       | Délkeleti campus é. sz. 44,045833°, ny. h. 123,072019°44.045833°N 123.072019°W            |     | A Lokey tudományos komplexum része. 1986-ban felvette Ralph Huestis biológiaoktató nevét. |
| James F. Miller Színházkomplexum                      | 2008       | Történelmi mag é. sz. 44,047150°, ny. h. 123,076385°44.047150°N 123.076385°W              |     | Névadója James F. Miller szponzor. Itt található a Villard épület, valamint a Hope és Robinson színházak. |
| John E. Jaqua Hallgatói Sportközpont                  | 2010       | Keleti campus é. sz. 44,045787°, ny. h. 123,069144°44.045787°N 123.069144°W               |     | Névadója John E. Jaqua, a Nike igazgatósági tagja. |
| Johnson épület                                        | 1915       | Történelmi mag é. sz. 44,045178°, ny. h. 123,075779°44.045178°N 123.075779°W              |     | Az egyetem adminisztrációs épülete, 1918 óta John Wesley Johnson, az első rektor nevét viseli. |
| Jordan Schnitzer Művészeti Múzeum                     | 1933       | Történelmi mag é. sz. 44,044314°, k. h. 123,077255°44.044314°N 123.077255°E               |     | Névadója Jordan Schnitzer szponzor. 2005-ben felúíjtották. |
| Kalapuya Ilihi                                        | 2017       | Keleti campus é. sz. 44,041249°, ny. h. 123,067344°44.041249°N 123.067344°W               | –   | Alapképzési kollégium, nevét a kalapuja indiánokról kapta. |
| Képzőművészeti stúdiók (A, B, C, D)                   | ?          | Folyóparti körzet é. sz. 44,048536°, ny. h. 123,071161°44.048536°N 123.071161°W           |     | A művészeti képzések gyakorlati létesítményei. |
| Klamath épület                                        | 1967       | Északkeleti campus é. sz. 44,046304°, ny. h. 123,073634°44.046304°N 123.073634°W          |     | A Lokey komplexum része, a biológiai és kémiai tanszékek otthona. 1990-ben a klamath indiánokról nevezték el.                                                                                                  |
| Klinikai Szolgáltatóközpont                           | 1970       | Délnyugati campus é. sz. 44,040519°, ny. h. 123,079373°44.040519°N 123.079373°W           |     | A tanárképző főiskola része. |
| Knight Könyvtár                                       | 1937       | Történelmi mag é. sz. 44,043639°, ny. h. 123,077625°44.043639°N 123.077625°W              |     | Névadója Phil Knight. 1994-ben felújították. |
| Középiskolai Egyenértékűségi Központ                  | 1967       | Keleti campus é. sz. 44,041264°, ny. h. 123,069401°44.041264°N 123.069401°W               |     | A bevándorlókat és mezőgazdasági dolgozókat segíti érettségihez jutni. |
| Központi erőmű                                        | 1950       | Folyóparti körzet é. sz. 44,048486°, ny. h. 123,074036°44.048486°N 123.074036°W           |     | Az épületeket látja el árammal, vízzel és fűtéssel. |
| Kültéri felszerelésraktár                             | 1991       | Délkeleti campus é. sz. 44,040277°, ny. h. 123,074154°44.040277°N 123.074154°W            |     | 1967 óta lehet sportfelszereléseket kölcsönözni. |
| KWAX                                                  | 1951       | Külső helyszín é. sz. 44,060773°, ny. h. 123,078171°44.060773°N 123.078171°W              |     | Az adományokból működő egyetemi rádió székhelye. |
| Lawrence épület                                       | 1914       | Történelmi mag é. sz. 44,047113°, ny. h. 123,075034°44.047113°N 123.075034°W              |     | Névadója Ellis F. Lawrence építész. Az Építészeti Intézet székhelye. |
| Lillis Üzleti Komplexum                               | 2003       | Történelmi mag é. sz. 44,046014°, ny. h. 123,077614°44.046014°N 123.077614°W              |     | Névadói Chuck és Gwen Lillis szponzorok. Részei a Lillis, Anstett és Peterson épületek, valamint a Chiles Üzleti Központ. Itt található az üzleti főiskola.                                                    |
| Lillis épület                                         | 2003       | Történelmi mag é. sz. 44,046014°, ny. h. 123,077614°44.046014°N 123.077614°W              |     | A Lillis Üzleti Komplexum része. |
| Living Learning Center                                | 2006       | Északkeleti központi campus é. sz. 44,043855°, ny. h. 123,071751°44.043855°N 123.071751°W |     | Kollégiumi komplexum. |
| Lorry I. Lokey Oktatási Épület                        | 1921       | Délnyugati campus é. sz. 44,042602°, ny. h. 123,079422°44.042602°N 123.079422°W           |     | 1980-ban bővítették. 2007 óta Lorrey I. Lokey nevét viseli. |
| Lorry I. Lokey Tudományos Komplexum                   | 2006       | Északkeleti campus é. sz. 44,046253°, k. h. 123,072657°44.046253°N 123.072657°E           |     | Névadója Lorrey I. Lokey. A fizikai tanszékek székhelye. |
| MarAbel B. Frohnmayer Zenei Épület                    | 1924       | Délnyugati campus é. sz. 44,040724°, ny. h. 123,078365°44.040724°N 123.078365°W           |     | Itt található a Zenei és Tánc Tanszék. 2005 óta David B. Frohnmayer egykori rektor édesanyjának nevét viseli.                                                                                                  |
| Matthew Knight Aréna                                  | 2011       | Keleti campus é. sz. 44,044946°, ny. h. 123,066236°44.044946°N 123.066236°W               |     | A kosárlabdacsapatok otthona. Névadója Phil Knight fia. |
| McArthur Sportpálya                                   | 1926       | Délkeleti campus é. sz. 44,041649°, ny. h. 123,074127°44.041649°N 123.074127°W            |     | Névadója Clifton N. McArthur, az első hallgatói szolgáltatási igazgató. 2011 óta a Matthew Knight Arénát használják helyette.                                                                                  |
| McKenzie épület                                       | 1970       | Történelmi mag é. sz. 44,047036°, ny. h. 123,078247°44.047036°N 123.078247°W              |     | Korábban Grayson néven a jogi főiskola otthona. Itt található a történelmi és a filmtudományi tanszék. |
| McMorran-ház                                          | 1925       | Külső helyszín é. sz. 44,036681°, ny. h. 123,067354°44.036681°N 123.067354°W              |     | Névadója George McMorran korábbi tulajdonos. 1941 óta az egyetem rektorának lakóhelye. |
| Millrace I                                            | 1986       | Folyóparti körzet é. sz. 44,048386°, ny. h. 123,071933°44.048386°N 123.071933°W           |     | Nevét a közeli malomtápláló vízről kapta, stúdiók találhatók itt. |
| Millrace II                                           | 1986       | Folyóparti körzet é. sz. 44,048081°, ny. h. 123,071874°44.048081°N 123.071874°W           |     | Nevét a közeli malomtápláló vízről kapta, stúdiók találhatók itt. |
| Millrace III                                          | ?          | Folyóparti körzet é. sz. 44,048328°, ny. h. 123,071574°44.048328°N 123.071574°W           |     | Nevét a közeli malomtápláló vízről kapta, stúdiók találhatók itt. |
| Millrace IV                                           | ?          | Folyóparti körzet é. sz. 44,048328°, ny. h. 123,071574°44.048328°N 123.071574°W           |     | Nevét a közeli malomtápláló vízről kapta, stúdiók találhatók itt. |
| Moshofsky Sportközpont                                | 1998       | Autzen Stadionkomplexum é. sz. 44,057939°, ny. h. 123,071296°44.057939°N 123.071296°W     |     | Beltéri sportlétesítmény. Névadói Ed és Elaine Moshofsky. |
| Moss Street Gyermekellátó Központ                     | 2012       | Keleti campus é. sz. 44,041289°, ny. h. 123,067083°44.041289°N 123.067083°W               |     | Az egyetemi polgárok gyermekeinek nyújt ellátást. |
| Munkaügyi Oktatási és Erőforrásközpont                | 1977       | Keleti campus é. sz. 44,041630°, ny. h. 123,067255°44.041630°N 123.067255°W               |     | Munkaügyi képzéseket nyújt. |
| Népek hosszúháza                                      | 2005       | Keleti campus é. sz. 44,042162°, ny. h. 123,068301°44.042162°N 123.068301°W               |     | Az őslakosok képviseletére átadott hosszúház, az átadón az állam mind a kilenc elismert törzse részt vett. |
| Onyx Bridge                                           | 1962       | Északkeleti campus é. sz. 44,046612°, ny. h. 123,073371°44.046612°N 123.073371°W          |     | A Lokey komplexum része, nevét a közeli Onyx Streetről kapta. |
| Oregon épület                                         | 1974       | Északkeleti campus é. sz. 44,045891°, ny. h. 123,070275°44.045891°N 123.070275°W          |     | Itt található a felvételi iroda. |
| Orvosi Oktatási és Kutatási Központ                   | ?          | Külső helyszín é. sz. 44,046766°, ny. h. 123,082487°44.046766°N 123.082487°W              |     | Az Oregoni Egészségtudományi Egyetem képzéseit támogató intézmény. |
| Pacific épület                                        | 1952       | Északkeleti campus é. sz. 44,046496°, ny. h. 123,074234°44.046496°N 123.074234°W          |     | Korábban Science I. |
| Parkolás- és Közlekedésügyi Épület                    | 2013       | Külső helyszín é. sz. 44,044391°, ny. h. 123,061178°44.044391°N 123.061178°W              |     | Korábban a közlekedési hatóság épülete. |
| Peacehealth North                                     | ?          | Külső helyszín é. sz. 44,046766°, ny. h. 123,082487°44.046766°N 123.082487°W              |     | Irodák vannak itt. |
| Peterson épület                                       | 1916       | Történelmi mag é. sz. 44,046604°, ny. h. 123,076478°44.046604°N 123.076478°W              |     | Korábban a Gilbert épület nyugati szárnya, a Lillis komplexum része. Névadói Ronald és Patricia Peterson. |
| PK Park                                               | 2009       | Autzen Stadionkomplexum é. sz. 44,059474°, ny. h. 123,066156°44.059474°N 123.066156°W     |     | Névadója Pat Kilkenny atlétikai igazgató. Az egyetemi baseballcsapat és a Eugene Emeralds használja. |
| Prince Lucien Campbell épület                         | 1968       | Történelmi mag é. sz. 44,044283°, ny. h. 123,078317°44.044283°N 123.078317°W              |     | Névadója Prince Lucien Campbell rektor. |
| Rainier épület                                        | ?          | Folyóparti körzet é. sz. 44,045511°, ny. h. 123,061593°44.045511°N 123.061593°W           |     | Itt található a telefonközpont. |
| Rendőrség                                             | 2011       | Külső helyszín é. sz. 44,043577°, ny. h. 123,060877°44.043577°N 123.060877°W              |     | Az egyetemi rendőrség székhelye. |
| Riley épület                                          | ?          | Külső helyszín é. sz. 44,047528°, ny. h. 123,083222°44.047528°N 123.083222°W              |     | Korábban az Északnyugati Keresztény Egyetem, ma az Oregoni Egyetem kollégiuma. |
| Riverfront Research Park                              | 1992       | Folyóparti körzet é. sz. 44,048274°, ny. h. 123,068189°44.048274°N 123.068189°W           |     | Több mint 70 bérlővel működő kutatóközpont. |
| Robert és Beverly Lewis Integratív Tudományok Épülete | 2012       | Északkeleti campus é. sz. 44,046411°, ny. h. 123,071279°44.046411°N 123.071279°W          |     | A Lokey komplexum része. |
| Robinson Színház                                      | 1949       | Történelmi mag é. sz. 44,047129°, ny. h. 123,077212°44.047129°N 123.077212°W              |     | Névadója Horace Robinson oktató. A Miller színházkomplexum része. |
| Romania épület                                        | 2005       | Külső helyszín é. sz. 44,044333°, ny. h. 123,062358°44.044333°N 123.062358°W              |     | Korábban a Coca-Cola gyára, majd a Chevrolet bemutatóterme. 2005-ben megvette az egyetem. Névadója a Romania család.                                                                                           |
| Számítógépes Központ                                  | 1967       | Történelmi mag é. sz. 44,046358°, ny. h. 123,078291°44.046358°N 123.078291°W              |     | Az egyetem számítógépes hálózatát biztosítja. |
| Szolgáltatóház                                        | ?          | Folyóparti körzet é. sz. 44,048748°, ny. h. 123,073226°44.048748°N 123.073226°W           |     | Itt található az egyetem épület-üzemeltetési, karbantartói és építészeti részlege. |
| Straub épület                                         | 1928       | Északkeleti központi campus é. sz. 44,043840°, ny. h. 123,073172°44.043840°N 123.073172°W |     | Korábban férfikollégium. 1933-ban felvette John Straub férfiügyi dékán és görög nyelvi oktató nevét. |
| Streisinger épület                                    | 1990       | Északkeleti campus é. sz. 44,046446°, ny. h. 123,071944°44.046446°N 123.071944°W          |     | A Lokey komplexum része. Névadója George Streisinger biológiaoktató. |
| Susan Campbell épület                                 | 1921       | Történelmi mag é. sz. 44,044106°, ny. h. 123,076396°44.044106°N 123.076396°W              |     | Korábban női kollégium. Névadója Prince Lucian Campbell rektor felesége. |
| Természet- és Kultúrtörténeti Múzeum                  | 1987       | Keleti campus é. sz. 44,042960°, ny. h. 123,068323°44.042960°N 123.068323°W               |     | Kulturális és földtani kiállításai vannak. |
| University épület                                     | 1876       | Történelmi mag é. sz. 44,046604°, ny. h. 123,076478°44.046604°N 123.076478°W              |     | Az egyetem első épülete. Korábban Matthew Deady bíró nevét viselte. |
| Unthank épület                                        | ?          | Történelmi mag é. sz. 44,043756°, ny. h. 123,069163°44.043756°N 123.069163°W              | –   | Fogadótér, valamint írószer- és élelmiszerüzletek vannak itt. |
| UO Annex                                              | ?          | Külső helyszín é. sz. 44,046448°, ny. h. 123,079065°44.046448°N 123.079065°W              |     | Iroda- és raktárépület. |
| Városi farm                                           | 1986       | Folyóparti körzet é. sz. 44,047854°, ny. h. 123,070973°44.047854°N 123.070973°W           |     | A hallgatók saját fogyasztásra szánt zöldségeket termelhetnek. |
| Villard épület                                        | 1886       | Történelmi mag é. sz. 44,047150°, ny. h. 123,076385°44.047150°N 123.076385°W              |     | Az egyetem második épülete, a Miller színházkomplexum része. Névadója Henry Villard újságíró, az egyetem első szponzora.                                                                                       |
| Vivian Olum Gyermekfejlesztési Központ                | 2000       | Keleti campus é. sz. 44,041688°, ny. h. 123,068419°44.041688°N 123.068419°W               |     | Névadója Vivian Olum, Paul Olum egykori rektor felesége. |
| Vulkanológiai épület                                  | 1936       | Északkeleti campus é. sz. 44,045756°, ny. h. 123,073725°44.045756°N 123.073725°W          |     | 1951-ben szolgálati lakással egészült ki. 1968 óta itt működik az egyetem vulkanológiai központja. |
| Walton Komplexum                                      | 1950       | Délkeleti központi campus é. sz. 44,043967°, ny. h. 123,070603°44.043967°N 123.070603°W   |     | Névadója az egyetem megalapításában szerepet játszó Joshua J. Walton bíró. Az Adams, Clark, DeCou, Douglass, Dyment, Hawthorne, McAlister, Schafer, Smith és Sweetser kollégiumok alkotják.                    |
| White Stag Block                                      | 1888       | Külső helyszín é. sz. 45,523646°, ny. h. 122,670954°45.523646°N 122.670954°W              |     | 1950-ben vásárolták meg a portlandi campus számára. A Bickel, Skidmore és White Stag épületek alkotják. |
| Wilkinson-ház                                         | ?          | Folyóparti körzet é. sz. 44,048316°, ny. h. 123,072378°44.048316°N 123.072378°W           |     | A Jack Wilkinsonról elnevezett épületben tantermek találhatók. |
| Willamette épület                                     | 1990       | Északkeleti campus é. sz. 44,045914°, ny. h. 123,072781°44.045914°N 123.072781°W          |     | A Lokey komplexum része, itt található a Fizikai Tanszék. |
| William W. Knight Jogi Központ                        | 1999       | Keleti campus é. sz. 44,042613°, ny. h. 123,069315°44.042613°N 123.069315°W               |     | A jogi főiskola épülete, névadója Bill Knight lapkiadó. |
| Zebrafish International Resource Center               | 2000       | Folyóparti körzet é. sz. 44,047854°, ny. h. 123,070973°44.047854°N 123.070973°W           |     | A zebradánió-genetikával foglalkozó kutatólétesítmény. |

## Fordítás
- Ez a szócikk részben vagy egészben  a   List of University of Oregon buildings című angol Wikipédia-szócikk ezen változatának fordításán alapul.  Az eredeti cikk szerkesztőit annak laptörténete sorolja fel. Ez a jelzés csupán a megfogalmazás eredetét és a szerzői jogokat jelzi, nem szolgál a cikkben szereplő információk forrásmegjelöléseként.